# Santiago González (periodista)
Santiago González Díez (Burgos, 1950) es un periodista, locutor, y guionista español, quien ganó el premio de periodismo de El Correo en 2003.
Ha escrito para El Correo, la Tribuna Vasca, Cambio 16, La Gaceta del Norte, El Mundo y otros.  En 2021, se le acreditaba la publicación de más de 8000 columnas de opinión en diversas publicaciones.
De joven, militó en el Partido Comunista de España, pero según él,  "sus estudios universitarios de economía le llevaron a recapacitar".

## Autor
Es autor del libro Lágrimas socialdemócratas, una polémica sobre la presidencia Rodríguez Zapatero, y que en 2011 llegó a ser el libro de política más vendido.
Es asimismo autor del libro Palabra de vasco, publicado en 2004.
También ha escrito el libro Un mosaico vasco.

## Locutor
Durante años comentó de lunes a viernes en el programa Herrera en COPE, donde se le conocía por el apodo Santi Majetón que le "encasquetó" Carlos Herrera.  En 2020 pasó a esRadio.